# Campeonato sub-19 de la AFC 2012
El Campeonato Sub-19 de la AFC de 2012 fue la XXXVII edición del torneo organizado por la AFC, con sede en Ras al-Jaima y Fuyaira, Emiratos Árabes Unidos celebrado entre el 3 y el 17 de noviembre de 2012.
La AFC aprobó a los Emiratos Árabes Unidos como anfitriones del Campeonato Asiático Sub-19 de la UEFA 2012, el 23 de noviembre de 2011. Los cuatro mejores equipos se clasificarán directamente a la Copa Mundial de Fútbol Sub-20 de 2013 en Turquía.

## Candidaturas oficiales
Los siguientes países presentaron su candidatura, antes de noviembre de 2011:
 Bangladés

 Emiratos Árabes Unidos

 Palestina

 Irán

 Uzbekistán

## Sede
| Ciudad       | Estadio               | Capacidad |
| ------------ | --------------------- | --------- |
| Fujairah     | Estadio Club Fujairah | 5.000     |
| Ras al-Jaima | Estadio Club Emirates | 3.000     |

## Clasificación
El sorteo de clasificación se llevó a cabo el 30 de marzo de 2011.

### Clasificados
| - Australia - China - Irán - Irak | - Japón - Jordania - Corea del Norte - Corea del Sur | - Kuwait - Catar - Arabia Saudita - Siria | - Tailandia - Emiratos Árabes Unidos - Uzbekistán - Vietnam |

## Sorteo
El sorteo de la fase final se celebró el 13 de mayo de 2012 en Dubái, Emiratos Árabes Unidos.
| Bolillero 1                                                    | Bolillero 2                           | Bolillero 3                  | Bolillero 4                |
| -------------------------------------------------------------- | ------------------------------------- | ---------------------------- | -------------------------- |
| Emiratos Árabes Unidos Corea del Norte Australia Corea del Sur | Arabia Saudita Japón Uzbekistán China | Siria Irán Vietnam Tailandia | Jordania Irak Catar Kuwait |

## Resultados
- Las horas están en (UTC+4).
- Leyenda: Pts: Puntos; PJ: Partidos jugados; PG: Partidos ganados; PE: Partidos empatados; PP: Partidos perdidos; GF: Goles a favor; GC: Goles en contra; Dif: Diferencia de goles.

### Primera fase

#### Grupo A
| Equipo                 | Pts | PJ | PG | PE | PP | GF | GC | Dif |
| ---------------------- | --- | -- | -- | -- | -- | -- | -- | --- |
| Irán                   | 7   | 3  | 2  | 1  | 0  | 9  | 1  | 8   |
| Japón                  | 4   | 3  | 1  | 1  | 1  | 1  | 2  | -1  |
| Emiratos Árabes Unidos | 3   | 3  | 0  | 3  | 0  | 2  | 2  | 0   |
| Kuwait                 | 1   | 3  | 0  | 1  | 2  | 1  | 8  | -7  |

| 3 de noviembre de 2012, 17:00 | Emiratos Árabes Unidos | 1:1 (1:1) | Kuwait                | Estadio Club Emirates, Ras al-Jaima                         |                                                             |
|                               | Said Rashif 34'        |           | Mohammad Al-Fahad 46' | Asistencia: 2.158 espectadores Árbitro(s): Banjar Al-Dosari | Asistencia: 2.158 espectadores Árbitro(s): Banjar Al-Dosari |

| 3 de noviembre de 2012, 21:00 | Japón | 0:2 (0:1) | Irán                                  | Estadio Club Emirates, Ras al-Jaima                         |                                                             |
|                               |       |           | Behnam Barzay 2' · Hossein Fazeli 56' | Asistencia: 341 espectadores Árbitro(s): Malik Abdul Bashir | Asistencia: 341 espectadores Árbitro(s): Malik Abdul Bashir |

| 5 de noviembre de 2012, 17:00 | Kuwait | 0:1 (0:1) | Japón                | Estadio Club Emirates, Ras al-Jaima                  |                                                      |
|                               |        |           | Takuya Iwanami 45+2' | Asistencia: 215 espectadores Árbitro(s): Ali Sabbagh | Asistencia: 215 espectadores Árbitro(s): Ali Sabbagh |

| 5 de noviembre de 2012, 21:00 | Irán                    | 1:1 (0:0) | Emiratos Árabes Unidos | Estadio Club Emirates, Ras al-Jaima                     |                                                         |
|                               | Alireza Jahanbakhsh 69' |           | Yousif Saeed 83'       | Asistencia: 3.750 espectadores Árbitro(s): Liu Kwok Man | Asistencia: 3.750 espectadores Árbitro(s): Liu Kwok Man |

| 7 de noviembre de 2012, 21:00 | Emiratos Árabes Unidos | 0:0 (0:0) | Japón       | Estadio Club Emirates, Ras al-Jaima                    |                                                        |
|                               | J.R. Zhu 75'           |           | Pattana 35' | Asistencia: 5.700 espectadores Árbitro(s): Peter Green | Asistencia: 5.700 espectadores Árbitro(s): Peter Green |

| 7 de noviembre de 2012, 21:00 | Irán | 6:0 (1:0) | Kuwait | Estadio Club Fujairah, Fujairah                         |                                                         |
|                               |      |           | Valid Mashaeizadeh 28' · Ehsan Pahlavan 53' · Sardar Azmoun 58' · Hossein Fazeli 65', 78' · Rouzbeh Cheshmi 75' | Asistencia: 1.200 espectadores Árbitro(s): Kim Dong-jin | Asistencia: 1.200 espectadores Árbitro(s): Kim Dong-jin |

#### Grupo B
| Equipo        | Pts | PJ | PG | PE | PP | GF | GC | Dif |
| ------------- | --- | -- | -- | -- | -- | -- | -- | --- |
| Irak          | 7   | 3  | 2  | 1  | 0  | 5  | 1  | 4   |
| Corea del Sur | 7   | 3  | 2  | 1  | 0  | 3  | 1  | 2   |
| Tailandia     | 3   | 3  | 1  | 0  | 2  | 3  | 6  | -3  |
| China         | 0   | 3  | 0  | 0  | 3  | 2  | 5  | -3  |

| 3 de noviembre de 2012, 15:00 | Corea del Sur | 0:0 (0:0) | Irak | Estadio Club Fujairah, Fujairah                          |  |
|                               |               |           |      | Asistencia: 300 espectadores Árbitro(s): Ravshan Irmatov |  |

| 3 de noviembre de 2012, 19:00 | China           | 1:2 (0:0) | Tailandia                                      | Estadio Club Fujairah, Fujairah                            |                                                            |
|                               | Feng Gang 90+1' |           | Perapat Notchaiya 84' · Woranat Thongkruea 87' | Asistencia: 500 espectadores Árbitro(s): Yousef Al-Marzouq | Asistencia: 500 espectadores Árbitro(s): Yousef Al-Marzouq |

| 5 de noviembre de 2012, 15:00 | Irak                           | 2:1 (1:1) | China          | Estadio Club Fujairah, Fujairah                             |                                                             |
|                               | Mohannad Abdul-Raheem 43', 62' |           | Wu Xinghan 38' | Asistencia: 650 espectadores Árbitro(s): Abdullah Al Hilali | Asistencia: 650 espectadores Árbitro(s): Abdullah Al Hilali |

| 5 de noviembre de 2012, 19:00 | Tailandia              | 1:2 (0:1) | Corea del Sur                          | Estadio Club Fujairah, Fujairah                          |                                                          |
|                               | Thitipan Puangchan 64' |           | Hur Yong-Joon 22' · Kim Seung-Joon 72' | Asistencia: 800 espectadores Árbitro(s): Alireza Faghani | Asistencia: 800 espectadores Árbitro(s): Alireza Faghani |

| 7 de noviembre de 2012, 17:00 | Corea del Sur      | 1:0 (0:0) | China | Estadio Club Emirates, Ras al-Jaima                         |                                                             |
|                               | Moon Chang-Jin 80' |           |       | Asistencia: 150 espectadores Árbitro(s): Malik Abdul Bashir | Asistencia: 150 espectadores Árbitro(s): Malik Abdul Bashir |

| 7 de noviembre de 2012, 17:00 | Tailandia | 0:3 (0:1) | Irak                                                                                   | Estadio Club Fujairah, Fujairah                           |                                                           |
|                               |           |           | Ahmad Abbas Hattab 11' (pen.) · Mohammed Jabbar Shwkan 49' · Mohannad Abdul-Raheem 52' | Asistencia: 350 espectadores Árbitro(s): Banjar Al-Dosari | Asistencia: 350 espectadores Árbitro(s): Banjar Al-Dosari |

#### Grupo C
| Equipo          | Pts | PJ | PG | PE | PP | GF | GC | Dif |
| --------------- | --- | -- | -- | -- | -- | -- | -- | --- |
| Uzbekistán      | 7   | 3  | 2  | 1  | 0  | 8  | 2  | 6   |
| Jordania        | 5   | 3  | 1  | 2  | 0  | 8  | 5  | 3   |
| Corea del Norte | 4   | 3  | 1  | 1  | 1  | 6  | 3  | 3   |
| Vietnam         | 0   | 3  | 0  | 0  | 3  | 2  | 14 | -12 |

| 4 de noviembre de 2012, 17:00 | Corea del Norte | 1:1 (0:0) | Jordania          | Estadio Club Emirates, Ras al-Jaima                  |                                                      |
|                               | Ri Ji-Song 76'  |           | Bilal Qwaider 90' | Asistencia: 330 espectadores Árbitro(s): Peter Green | Asistencia: 330 espectadores Árbitro(s): Peter Green |

| 4 de noviembre de 2012, 21:00 | Uzbekistán                                                             | 4:0 (2:0) | Vietnam | Estadio Club Emirates, Ras al-Jaima                  |                                                      |
|                               | Maksimilian Fomin 28' · Igor Sergeev 45+1', 79' · Timur Khakimov 90+1' |           |         | Asistencia: 152 espectadores Árbitro(s): Minoru Tojo | Asistencia: 152 espectadores Árbitro(s): Minoru Tojo |

| 6 de noviembre de 2012, 17:00 | Jordania                                    | 2:2 (0:0) | Uzbekistán                     | Estadio Club Emirates, Ras al-Jaima                         |                                                             |
|                               | Fadi Awad 49' · Sardor Rakhmanov 65' (a.g.) |           | Igor Sergeev 60' (pen.), 90+3' | Asistencia: 255 espectadores Árbitro(s): Mohamed Al Zarouni | Asistencia: 255 espectadores Árbitro(s): Mohamed Al Zarouni |

| 6 de noviembre de 2012, 21:00 | Vietnam | 0:5 (0:2) | Corea del Norte                                                                                  | Estadio Club Emirates, Ras al-Jaima                          |                                                              |
|                               |         |           | Kang Nam-Gwon 3' · Pak Myong-Song 22' · Jong Kwang-Sok 62' · Jang Kuk-Chol 75' · Kim Ju-Song 82' | Asistencia: 1.250 espectadores Árbitro(s): Yousef Al-Marzouq | Asistencia: 1.250 espectadores Árbitro(s): Yousef Al-Marzouq |

| 8 de noviembre de 2012, 21:00 | Corea del Norte | 0:2 (0:0) | Uzbekistán                                   | Estadio Club Emirates, Ras al-Jaima                  |                                                      |
|                               |                 |           | Igor Sergeev 79' (pen.) · Timur Khakimov 85' | Asistencia: 175 espectadores Árbitro(s): Ali Sabbagh | Asistencia: 175 espectadores Árbitro(s): Ali Sabbagh |

| 8 de noviembre de 2012, 21:00 | Vietnam                                            | 2:5 (0:0) | Jordania                                                                                 | Estadio Club Fujairah, Fujairah                               |                                                               |
|                               | Nguyen Xuan Nam 54' · Nguyen Thanh Hien 85' (pen.) |           | Bilal Qwaider 52', 87' · Laith Al-Bashtawi 64' · Saleh Rateb 73' · Ahmed Al-Issawi 90+1' | Asistencia: 1.200 espectadores Árbitro(s): Abdullah Al Hilali | Asistencia: 1.200 espectadores Árbitro(s): Abdullah Al Hilali |

#### Grupo D
| Equipo         | Pts | PJ | PG | PE | PP | GF | GC | Dif |
| -------------- | --- | -- | -- | -- | -- | -- | -- | --- |
| Australia      | 5   | 3  | 1  | 2  | 0  | 3  | 2  | 1   |
| Siria          | 4   | 3  | 1  | 1  | 1  | 7  | 4  | 3   |
| Arabia Saudita | 4   | 3  | 1  | 1  | 1  | 6  | 8  | -2  |
| Catar          | 3   | 3  | 1  | 0  | 2  | 4  | 6  | -2  |

| 4 de noviembre de 2012, 15:00 | Australia         | 1:0 (1:0) | Catar | Estadio Club Fujairah, Fujairah                       |                                                       |
|                               | Corey Gameiro 11' |           |       | Asistencia: 500 espectadores Árbitro(s): Kim Dong-jin | Asistencia: 500 espectadores Árbitro(s): Kim Dong-jin |

| 4 de noviembre de 2012, 19:00 | Arabia Saudita      | 1:5 (1:3) | Siria                                                              | Estadio Club Fujairah, Fujairah                             |                                                             |
|                               | Ahmed Al-Shehri 30' |           | Mahmoud Maowas 8'', 14', 69' · Adnan Al-Taki 10' · Samer Salem 86' | Asistencia: 900 espectadores Árbitro(s): Mohamed Al Zarouni | Asistencia: 900 espectadores Árbitro(s): Mohamed Al Zarouni |

| 6 de noviembre de 2012, 15:00 | Catar                                      | 2:4 (1:3) | Arabia Saudita                                                        | Estadio Club Fujairah, Fujairah                      |                                                      |
|                               | Musaab Khidir Mohamed 20' · Saleh Badr 71' |           | Saleh Al-Shehri 8' · Fahad Al-Muwallad 16', 56' · Ahmed Al-Shehri 34' | Asistencia: 500 espectadores Árbitro(s): Minoru Tojo | Asistencia: 500 espectadores Árbitro(s): Minoru Tojo |

| 6 de noviembre de 2012, 19:00 | Siria              | 1:1 (0:0) | Australia         | Estadio Club Fujairah, Fujairah                            |                                                            |
|                               | Mahmoud Maowas 74' |           | Corey Gameiro 81' | Asistencia: 1.200 espectadores Árbitro(s): Ravshan Irmatov | Asistencia: 1.200 espectadores Árbitro(s): Ravshan Irmatov |

| 8 de noviembre de 2012, 17:00 | Australia           | 1:1 (0:0) | Arabia Saudita        | Estadio Club Emirates, Ras al-Jaima                   |                                                       |
|                               | Corey Gameiro 90+1' |           | Fahad Al-Muwallad 57' | Asistencia: 170 espectadores Árbitro(s): Liu Kwok Man | Asistencia: 170 espectadores Árbitro(s): Liu Kwok Man |

| 8 de noviembre de 2012, 17:00 | Siria                     | 1:2 (0:1) | Catar                      | Estadio Club Fujairah, Fujairah                            |                                                            |
|                               | Mahmoud Maowas 68' (pen.) |           | Ahmed Abdel Motal 44', 49' | Asistencia: 4.500 espectadores Árbitro(s): Alireza Faghani | Asistencia: 4.500 espectadores Árbitro(s): Alireza Faghani |

### Segunda fase
|  | Cuartos de final | Cuartos de final |            |               | Semifinales     | Semifinales     |  |               | Final           | Final           |  |
|  | 11 de noviembre  | 11 de noviembre  |            |               | 14 de noviembre | 14 de noviembre |  |               | 17 de noviembre | 17 de noviembre |  |
|  |                  |                  |            |               |                 |                 |  |               |                 |                 |  |
|  |                  |                  |            |               |                 |                 |  |               |                 |                 |  |
|  | Irán             | 1                |            |               |                 |                 |  |               |                 |                 |  |
|  | Irán             | 1                |            |               |                 |                 |  |               |                 |                 |  |
|  | Corea del Sur    | 4                |            |               |                 |                 |  |               |                 |                 |  |
|  | Corea del Sur    | 4                |            | Corea del Sur | 3               |                 |  |               |                 |                 |  |
|  |                  |                  |            | Corea del Sur | 3               |                 |  |               |                 |                 |  |
|  |                  |                  | Uzbekistán | 1             |                 |                 |  |               |                 |                 |  |
|  | Uzbekistán (p)   | 2 (3)            | Uzbekistán | 1             |                 |                 |  |               |                 |                 |  |
|  | Uzbekistán (p)   | 2 (3)            |            |               |                 |                 |  |               |                 |                 |  |
|  | Siria            | 2 (0)            |            |               |                 |                 |  |               |                 |                 |  |
|  | Siria            | 2 (0)            |            |               |                 |                 |  | Corea del Sur | 1 (4)           |                 |  |
|  |                  |                  |            |               |                 |                 |  | Corea del Sur | 1 (4)           |                 |  |
|  |                  |                  | Irak       | 1 (1)         |                 |                 |  |               |                 |                 |  |
|  | Irak             | 2                | Irak       | 1 (1)         |                 |                 |  |               |                 |                 |  |
|  | Irak             | 2                |            |               |                 |                 |  |               |                 |                 |  |
|  | Japón            | 1                |            |               |                 |                 |  |               |                 |                 |  |
|  | Japón            | 1                |            | Irak          | 2               |                 |  |               |                 |                 |  |
|  |                  |                  |            | Irak          | 2               |                 |  |               |                 |                 |  |
|  |                  |                  | Australia  | 0             |                 |                 |  |               |                 |                 |  |
|  | Australia        | 3                | Australia  | 0             |                 |                 |  |               |                 |                 |  |
|  | Australia        | 3                |            |               |                 |                 |  |               |                 |                 |  |
|  | Jordania         | 0                |            |               |                 |                 |  |               |                 |                 |  |
|  | Jordania         | 0                |            |               |                 |                 |  |               |                 |                 |  |
|  |                  |                  |            |               |                 |                 |  |               |                 |                 |  |

#### Cuartos de final
| 11 de noviembre de 2012, 15:00 | Uzbekistán                                 | 2:2 (1:2) (3:0 p.)         | Siria                                        | Estadio Club Fujairah, Fujairah                               |                                                               |
|                                | Igor Sergeev 44' · Ihtiyor Tashpulatov 76' |                            | Hamid Mido 38' · Mahmoud Maowas 45+2' (pen.) | Asistencia: 2.000 espectadores Árbitro(s): Malik Abdul Bashir | Asistencia: 2.000 espectadores Árbitro(s): Malik Abdul Bashir |
|                                |                                            | Tiros desde el punto penal |                                              |                                                               |                                                               |
|                                | Kozak · Sabirkhodjaev · Khakimov           |                            | Alkaddour · Almbayed · Almawas               |                                                               |                                                               |

| 11 de noviembre de 2012, 17:00 | Irán                    | 1:4 (1:1) | Corea del Sur                                                                       | Estadio Club Emirates, Ras al-Jaima                  |                                                      |
|                                | Alireza Jahanbakhsh 29' |           | Moon Chang-Jin 2' · Lee Gwang-Hoon 49' · Kim Seung-Joon 81' · Kwon Chang-Hoon 90+5' | Asistencia: 387 espectadores Árbitro(s): Minoru Tojo | Asistencia: 387 espectadores Árbitro(s): Minoru Tojo |

| 11 de noviembre de 2012, 19:00 | Australia                   | 3:0 (1:0) | Jordania | Estadio Club Fujairah, Fujairah                            |                                                            |
|                                | Corey Gameiro 10', 55', 83' |           |          | Asistencia: 2.500 espectadores Árbitro(s): Alireza Faghani | Asistencia: 2.500 espectadores Árbitro(s): Alireza Faghani |

| 11 de noviembre de 2012, 21:00 | Irak                                              | 2:1 (1:0) | Japón             | Estadio Club Emirates, Ras al-Jaima                      |                                                          |
|                                | Mohammed Jabbar Shwkan 34' · Ali Adnan Kadhim 53' |           | Shinya Yajima 48' | Asistencia: 814 espectadores Árbitro(s): Ravshan Irmatov | Asistencia: 814 espectadores Árbitro(s): Ravshan Irmatov |

#### Semifinales
| 14 de noviembre de 2012, 16:00 | Corea del Sur                                      | 3:1 (0:0) | Uzbekistán       | Estadio Club Emirates, Ras al-Jaima                       |                                                           |
|                                | Kang Sang-Woo 51', 76' · Moon Chang-Jin 53' (pen.) |           | Igor Sergeev 66' | Asistencia: 250 espectadores Árbitro(s): Banjar Al-Dosari | Asistencia: 250 espectadores Árbitro(s): Banjar Al-Dosari |

| 14 de noviembre de 2012, 20:00 | Irak                                                  | 2:0 (0:0) | Australia | Estadio Club Emirates, Ras al-Jaima                     |                                                         |
|                                | Mohannad Abdul-Raheem 60' · Jawad Kadhim Hantoosh 85' |           |           | Asistencia: 1.350 espectadores Árbitro(s): Liu Kwok Man | Asistencia: 1.350 espectadores Árbitro(s): Liu Kwok Man |

#### Final
| 17 de noviembre de 2012, 16:45 | Corea del Sur                                              | 1:1 (0:1) (4:1 p.)         | Irak                         | Estadio Club Emirates, Ras al-Jaima                           |                                                               |
|                                | Moon Chang-Jin 90+2'                                       |                            | Mohannad Abdul-Raheem 35'    | Asistencia: 5.750 espectadores Árbitro(s): Mohamed Al Zarouni | Asistencia: 5.750 espectadores Árbitro(s): Mohamed Al Zarouni |
|                                |                                                            | Tiros desde el punto penal |                              |                                                               |                                                               |
|                                | Kim Sun-Woo · Ryu Seung-Woo · Shim Sang-Min · Woo Joo-Sung |                            | Hattab · Abdul-Raheem · Saif |                                                               |                                                               |

| Bandera de Corea del Sur |
| Campeón Corea del Sur    |
| Duodécimo título         |

## Estadísticas

### Goleadores
| Jugador               | Selección     | Goles marcados |
| --------------------- | ------------- | -------------- |
| Igor Sergeev          | Uzbekistán    | 7              |
| Corey Gameiro         | Australia     | 6              |
| Mahmoud Maowas        | Siria         | 6              |
| Mohannad Abdul-Raheem | Irak          | 5              |
| Moon Chang-Jin        | Corea del Sur | 4              |
| Hossein Fazeli        | Irán          | 3              |
| Bilal Qwaider         | Jordania      | 3              |

## Premios y reconocimientos
- Máximo goleador:  Igor Sergeev
- Mejor jugador:  Mohannad Abdul-Raheem
- Mejor portero:  Mohammed Hameed
- Juego Limpio:  Irak

## Clasificados a laCopa Mundial de Fútbol Sub-20 de 2013
| Bandera de Corea del Sur | Bandera de Irak | Bandera de Uzbekistán | Bandera de Australia |
| Corea del Sur            | Irak            | Uzbekistán            | Australia            |